# Jaskinnica włoska
Jaskinnica włoska, pieczarnik włoski (Speleomantes italicus) – gatunek płaza ogoniastego z rodziny bezpłucnikowatych (Plethodontidae). Występuje endemicznie w Apeninach Północnych i Środkowych do wysokości bezwzględnej 2430 m n.p.m. Dorasta do 12 cm długości i cechuje się różnorodnym ubarwieniem. Gatunek zagrożony (EN) w związku z dużym prawdopodobieństwem wyginięcia z powodu infekcji patogenicznym grzybem Batrachochytrium salamandrivorans.

## Wygląd
Samce dorastają do 11,2 cm, a samice do 12,0 cm. Długość ogona wynosi nieco mniej niż połowa długości całego ciała. Kończyny są dobrze rozwinięte – kończyny tylne nieco dłuższe niż przednie. Dłonie mają cztery, a stopy pięć spłaszczonych palców. Ubarwienie zróżnicowane – zazwyczaj od jasnobrązowego do czarnego. Brzuch jest zazwyczaj ciemny. Grzbiet jest często pokryty kropkami, plamami, paskami, a wzory te mogą być czerwone, żółte, szare lub zielone.

## Zasięg występowaniai siedlisko
Występuje wyłącznie w Apeninach Północnych i Środkowych – od włoskich prowincji Reggio Emilia i Lukka na północy do prowincji Pescara na południu. Występuje od poziomu morza do wysokości bezwzględnej 2430 m n.p.m. Gatunek ten zasiedla wilgotne kamieniste odkrywki, jaskinie, szczeliny oraz obszary zalesione w pobliżu strumieni. Spotykany jest również na zagospodarowanych obszarach wiejskich. Występuje rozwój bezpośredni, a samica składa kilka jaj na ziemi.

## Status
Międzynarodowa Unia Ochrony Przyrody (IUCN) od 2022 roku klasyfikuje jaskinnicę włoską jako gatunek zagrożony (EN); wcześniej uznawała ją za gatunek bliski zagrożenia (NT). Status zmieniono, gdyż modele matematyczne pokazują, iż jej szansa na wyginięcie z powodu infekcji patogenicznym grzybem Batrachochytrium salamandrivorans w ciągu następnych 5 pokoleń (25–50 lat) wynosi ponad 20%. Pomimo że sama jaskinnica włoska nie była przebadana pod kątem podatności na infekcje B. salamandrivorans, podatność tę wykazano u spokrewnionych gatunków, takich jak jaskinnica sardyńska (Speleomantes genei). Obecnie natomiast na obszarach występowania jaskinnica włoska spotykana jest często, a jej populację określa się jako stabilną.
Płaz ten spotykany jest w wielu obszarach chronionych i obszarach Natura 2000. Wymieniony jest w załączniku II konwencji berneńskiej oraz załączniku IV dyrektywy siedliskowej Unii Europejskiej. W jego ochronie pomóc może m.in. lepsze zrozumienie biologii B. salamandrivorans.